# Aegus notarii gracilis
Aegus notarii gracilis es una subespecie de coleóptero de la familia Lucanidae.

## Distribución geográfica
Habita en Sumbawa y Flores (Indonesia).